# John Meadows Jackson
John Meadows Jackson (1907–1998) est un mathématicien britannique.

## Biographie
Il est né à Chorlton-cum-Hardy à la périphérie de Manchester le 8 février 1907. Sa mère est morte pendant sa naissance et il est élevé par ses grands-parents. Il fait ses études à la Manchester Grammar School après avoir remporté une bourse au mérite.
Il obtient deux diplômes BSc à l'Université de Londres : Physique en 1927 et Mathématiques en 1928. Il remporte une autre bourse, lui permettant d'entreprendre des études de troisième cycle au Trinity College de Cambridge sous la direction de Nevill Mott, où il obtient un doctorat en physique en 1933. Il accepte ensuite un poste de maître de conférences adjoint à l'Université de Manchester. Il commence à donner des cours de mathématiques au Westfield College de Londres en 1937. A cette époque, le collège est exclusivement féminin.
Sa carrière est interrompue par la Seconde Guerre mondiale. Le Westfield College est transféré dans l'Oxfordshire en 1939 pour éviter les bombardements. En 1941, il est détaché auprès du Département de conception des mines de l'Amirauté basé à Helensburgh. Le département part ensuite au Fettes College d'Édimbourg où il travaille sur la conception d'équipements de déminage. À la fin de la guerre, la famille décide de ne pas retourner à Londres mais de rester en Écosse. En janvier 1946, il commence à donner des cours de mathématiques à l'Université de Dundee, vivant initialement avec sa famille à Wormit dans le Fife, de l'autre côté de l'estuaire du Tay. Il est élu membre de la Royal Society of Edinburgh en 1947 avec comme proposants Edward Thomas Copson, George Dawson Preston, Robert Campbell Garry (en) et Robert Percival Cook.
Il prend sa retraite en 1974 et est décédé à son domicile, les Cedars sur Perth Road à Dundee, le 23 mars 1998.
En 1940, il épouse Pat Harris, maître de conférences en chimie qu'il a rencontré lors d'une conférence en 1938. Ils ont trois filles : Kathleen, Esther et Margaret.